# Indigofera bongensis
Indigofera bongensis är en ärtväxtart som beskrevs av Karl Theodor Kotschy och Johann Joseph Peyritsch. Indigofera bongensis ingår i släktet indigosläktet, och familjen ärtväxter. Inga underarter finns listade i Catalogue of Life.